# Anja Flieda Fritzsche
Anja Flieda Fritzsche (* 1977 in Rosenheim) ist eine deutsche Autorin. Sie ist unter dem Künstlernamen Flieda als bildende Künstlerin aktiv.

## Werdegang
2000 begann Anja Flieda Fritzsche ein Kommunikationsdesign-Studium an der FH München. Nach dem Abschluss mit den Schwerpunkten Magazingestaltung und Freie Malerei arbeitete sie ab 2005 als Grafikerin beim Modemagazin InStyle und wurde zwei Jahre später Creative Director beim Jugendmagazin Bravo. 2014 machte Fritzsche sich selbstständig und betreute als freie Art Direktorin Agenturen, Verlage und Institutionen.
Gemeinsam mit ihrer 107-jährigen Großmutter Maria schrieb Anja Flieda Fritzsche 2017 den Roman: „Oma, die Nachtcreme ist für 30-Jährige!“, erschienen im Ullstein Verlag. Der Roman stand im Dezember 2017 auf Platz 19 der Spiegel-Bestsellerliste. Maria Fritzsche war zu dem Zeitpunkt Rosenheims älteste Einwohnerin. Nach einem Auftritt von Anja Flieda Fritzsche in der Talkshow Tietjen und Bommes befand sich das Buch 2018 auf Platz 15 der Online-Spiegelbestsellerliste. Im selben Jahr gründete Fritzsche das Atelier Flieda. Sie malt überwiegend abstrakte Werke.
2022 veröffentlichte Fritzsche ihren zweiten Roman: „Spätzchen, 109 ist doch kein Alter!“. Sie ehrte damit ihre zweite Großmutter, die zwei Wochen vor ihrem 104. Geburtstag verstarb.
Im Auftrag des Kulturzentrums Trudering Plakate entwarf Anja Flieda Fritzsche 2023 Einladungen und Stimmkarten für die Kunst Tage Trudering, für die sie 2023 auch als Jurymitglied fungierte. Dabei entstand ihre Idee zur „Trude“, einer Bronzefigur, die den Publikumspreis repräsentiert.

## Veröffentlichungen
- Oma, die Nachtcreme ist für 30-Jährige! Ullstein, Berlin, 2017. ISBN 978-3-548-06619-6
- Spätzchen, 109 ist doch kein Alter! Ullstein, Berlin, 2022. ISBN 978-3-548-37775-9